# 2016 en cyclisme
| Années du cyclisme : 2013 - 2014 - 2015 - 2016 - 2017 - 2018 - 2019    |
| Décennies du cyclisme : 1980 - 1990 - 2000 - 2010 - 2020 - 2030 - 2040 |

Le résumé de l'année 2016 en cyclisme.

## Par mois

### Janvier
- 24 janvier : l'Australien Simon Gerrans remporte le Tour Down Under.

### Février
- 12 février : le Britannique Mark Cavendish gagne pour la seconde fois le Tour du Qatar.
- 21 février : l'Italien Vincenzo Nibali remporte le Tour d'Oman.

### Mars
- 13 mars : le Britannique Geraint Thomas gagne Paris-Nice.
- 15 mars : le Belge Greg Van Avermaet remporte Tirreno-Adriatico.
- 19 mars : le Français Arnaud Démare s'impose au sprint dans la première classique de l'année lors de Milan-San Remo. Démare est le premier Français à remporter Milan-San Remo depuis Laurent Jalabert en 1995, et le premier Français à remporter une course monument depuis la victoire de Jalabert lors du Tour de Lombardie 1997[2].

### Avril
- 3 avril : le Slovaque Peter Sagan gagne son premier monument lors du Tour des Flandres.
- 10 avril : l'Australien Mathew Hayman remporte Paris-Roubaix.

### Mai
- 26 mai : Vincenzo Nibali remporte son second Tour d'Italie.

### Juin
- 12 juin : le Britannique Christopher Froome gagne le Critérium du Dauphiné pour la troisième fois.
- 19 juin : le Colombien Ángel López gagne le Tour de Suisse.

### Juillet
- 18 juillet : le Belge Tim Wellens gagne le Tour de Pologne.
- 24 juillet : Christopher Froome remporte son troisième Tour de France.

### Août
- 7 août : Greg Van Avermaet s'impose dans la course en ligne des Jeux olympiques de Rio.
- 10 août : au contre-la-montre des Jeux olympiques de Rio, Kristin Armstrong remporte son troisième titre consécutif, tandis que Fabian Cancellara s'impose pour la seconde fois (après 2008).

### Septembre
- 11 septembre : le Colombien Nairo Quintana remporte son second Grand Tour, avec le Tour d'Espagne.

### Octobre
- 1er octobre : le Colombien Esteban Chaves gagne le Tour de Lombardie.

### Décembre
- Clément Venturini remporte pour la seconde année consécutive la Coupe de France en cyclo-cross.

## Grands tours

### Tour d'Italie
- Vainqueur :  Vincenzo Nibali
- 2e :  Esteban Chaves
- 3e :  Alejandro Valverde
- Classement par points :  Giacomo Nizzolo
- Meilleur grimpeur :  Mikel Nieve
- Meilleur jeune :  Bob Jungels
- Meilleure équipe :  Astana

### Tour de France
- Vainqueur :  Christopher Froome
- 2e :  Romain Bardet
- 3e :  Nairo Quintana
- Classement par points :  Peter Sagan
- Meilleur grimpeur :  Rafał Majka
- Meilleur jeune :  Adam Yates
- Meilleure équipe :  Movistar
- Super-combatif :  Peter Sagan

### Tour d'Espagne
- Vainqueur :  Nairo Quintana
- 2e :  Christopher Froome
- 3e :  Esteban Chaves
- Classement par points :  Fabio Felline
- Meilleur grimpeur :  Omar Fraile
- Classement du combiné :  Nairo Quintana
- Meilleure équipe :  BMC Racing

## Principales classiques
- Milan-San Remo :  Arnaud Démare (FDJ)
- E3 Harelbeke :  Michal Kwiatkowski (Sky)
- Gand-Wevelgem :  Peter Sagan (Tinkoff)
- Tour des Flandres :  Peter Sagan (Tinkoff)
- Paris-Roubaix :  Mathew Hayman (Orica-GreenEDGE)
- Amstel Gold Race :  Enrico Gasparotto (Wanty-Groupe Gobert)
- Flèche wallonne :  Alejandro Valverde (Movistar)
- Liège-Bastogne-Liège :  Wout Poels (Sky)
- Classique de Saint-Sébastien :  Bauke Mollema (Trek-Segafredo)
- EuroEyes Cyclassics :  Caleb Ewan (Orica-GreenEDGE)
- Bretagne Classic :  Oliver Naesen (IAM)
- Grand Prix cycliste de Québec :  Peter Sagan (Tinkoff)
- Grand Prix cycliste de Montréal :  Greg Van Avermaet (BMC Racing)
- Tour de Lombardie :  Esteban Chaves (Orica-BikeExchange)

## Principales courses par étapes
- Tour Down Under :  Simon Gerrans (Orica-Greenedge)
- Paris-Nice :  Geraint Thomas (Sky)
- Tirreno-Adriatico :  Greg Van Avermaet (BMC)
- Tour de Catalogne :  Nairo Quintana (Movistar)
- Tour du Pays basque :  Alberto Contador (Tinkoff)
- Tour de Romandie :  Nairo Quintana (Movistar)
- Critérium du Dauphiné :  Christopher Froome (Sky)
- Tour de Suisse :  Miguel Ángel López (Astana)
- Tour de Pologne :  Tim Wellens (Lotto-Soudal)
- / Eneco Tour :  Niki Terpstra (Etixx-Quick Step)

## Championnats

### Championnats du monde

#### Championnats du monde sur route
| Contre-la-montre | Or               | Argent                | Bronze               |
| ---------------- | ---------------- | --------------------- | -------------------- |
| Élites hommes    | Tony Martin      | Vasil Kiryienka       | Jonathan Castroviejo |
| Élites femmes    | Amber Neben      | Ellen van Dijk        | Katrin Garfoot       |
| Espoirs hommes   | Marco Mathis     | Maximilian Schachmann | Miles Scotson        |
| Juniors hommes   | Brandon McNulty  | Mikkel Bjerg          | Ian Garrison         |
| Juniors femmes   | Karlijn Swinkels | Lisa Morzenti         | Juliette Labous      |
| Équipes hommes   | Etixx-Quick Step | BMC Racing            | Orica-BikeExchange   |
| Équipes femmes   | Boels Dolmans    | Canyon-SRAM Racing    | Cervélo Bigla        |

| Course en ligne | Or                   | Argent           | Bronze           |
| --------------- | -------------------- | ---------------- | ---------------- |
| Élites hommes   | Peter Sagan          | Mark Cavendish   | Tom Boonen       |
| Élites femmes   | Amalie Dideriksen    | Kirsten Wild     | Lotta Lepistö    |
| Espoirs hommes  | Kristoffer Halvorsen | Pascal Ackermann | Jakub Mareczko   |
| Juniors hommes  | Jakob Egholm         | Niklas Märkl     | Reto Müller      |
| Juniors femmes  | Elisa Balsamo        | Skylar Schneider | Susanne Andersen |

### Principaux champions nationaux sur route
- Allemagne : André Greipel (Lotto-Soudal)
- Belgique : Philippe Gilbert (BMC)
- Espagne : José Joaquin Rojas (Movistar)
- États-Unis : Taylor Phinney (BMC)
- France : Arthur Vichot (FDJ)
- Grande-Bretagne : Adam Blythe (Tinkoff)
- Irlande : Nicolas Roche (Sky)
- Italie : Giacomo Nizzolo (Trek-Segafredo)
- Luxembourg : Bob Jungels (Etixx-Quick Step)
- Norvège : Edvald Boassen Hagen (Dimension Data)
- Pays-Bas : Dylan Groenwegen (Lotto NL-Jumbo)
- Pologne : Rafal Majka (Tinkoff)
- Slovaquie : Juraj Sagan (Tinkoff)
- Europe :  Peter Sagan

## Principaux décès
- 3 mars : Romain Guyot, cycliste français, 23 ans.
- 27 mars : Antoine Demoitié, cycliste belge, 25 ans.
- 28 mars : Daan Myngheer, cycliste belge, 22 ans.
- 3 juin : Jocelyn Lovell, cycliste canadien, 65 ans.
- 11 juin : Rudi Altig, cycliste allemand, 79 ans.
- 17 juin : Loretto Petrucci, cycliste italien, 86 ans.
- 20 juillet : Dominique Arnaud, cycliste français, 60 ans.
- 2 septembre : Daniel Willems, cycliste belge, 60 ans.
- 23 septembre : Michel Rousseau, cycliste français, 80 ans.
- 29 décembre : Ferdi Kübler, cycliste suisse, 97 ans.